# Sanhedrinský soud s Ježíšem
V Novém zákoně se pod pojmem sanhedrinský soud s Ježíšem rozumí proces s Ježíšem před sanhedrinem (židovským soudním orgánem) po jeho zatčení v Jeruzalémě a před soudem s Pilátem Pontským. Jde o událost, o níž referují všechna tři synoptická evangelia Nového zákona, zatímco Janovo evangelium se zmiňuje o předběžném vyšetřování před Annášem. Evangelijní zprávy se liší v řadě detailů. 
Ježíš je většinou zamlklý, nebrání se, na obvinění reaguje jen zřídka a je shledán vinným: z porušení sobotního zákona (tím, že léčil v sobotu), z vyhrožování zničením židovského chrámu, z čarodějnictví, z vymítání lidí mocí démonů a z tvrzení, že je Mesiáš. Poté je odveden k Pontskému Pilátovi, místodržiteli římské Judeje, aby byl souzen za tvrzení, že je židovským králem. 

## Večerní vyšetřování v Kaifášově paláci
Ve vyprávění synoptických evangelií je Ježíš po zatčení odveden do soukromého sídla velekněze Kaifáše. Matouš – Mt 26, 57 (Kral, ČEP) uvádí, že Ježíš byl odveden do domu izraelského velekněze Kaifáše, kde byli shromážděni zákoníci a starší. Marek – Mk 14, 53 (Kral, ČEP), že Ježíš byl té noci odveden „k veleknězi“ (bez uvedení jména kněze), kde se shromáždili všichni velekněží a starší. 
Podle Janova evangelia nebyl Ježíš odveden ke Kaifášovi, ale k Annášovi, který ho vyslýchal pouze soukromě. Annáš, bývalý velekněz a Kaifášův tchán, byl stále velmi vlivný. Skutečnost, že Ježíš nebyl odveden ke Kaifášovi, ale k Annášovi, se vysvětluje tím, že palác druhého jmenovaného byl blíže místu zatčení než palác prvního. Petr a další učedníci však o stavu věcí nevěděli a v noci se vydali do Kaifášova domu.

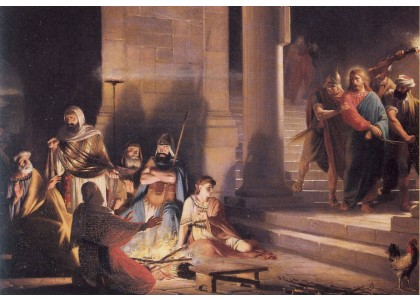
Petrovo zapření od Artura Viligiardiho, 1888

Ve všech čtyřech evangeliích se Ježíšův soud před kněžími a zákoníky prolíná s vyprávěním o Petrově zapření, kdy apoštol Petr, který Ježíše následoval, třikrát zapírá, že ho zná. Prokládané vyprávění o Ježíšově rozhodnosti nabízí kontrast k rámcovému vyprávění o Petrově rozhořčeném zapírání – Mk 14, 53–54 (Kral, ČEP); Mk 14, 66–72 (Kral, ČEP). Lk 22, 62 (Kral, ČEP) uvádí, že když byl Ježíš svázán a stál u kněze, Petr byl na nádvoří. Ježíš se „obrátil a pohlédl přímo na něj“ a Petr si vzpomněl na slova, která mu Ježíš řekl: „Než dnes kohout zakokrhá, třikrát se mě zřekneš.“
V 18. kapitole Janova evangelia – Jan 18, 24 (Kral, ČEP) je Ježíš poslán od Annáše k veleknězi Kaifášovi. Matouš i Marek říkají, že další porada mezi kněžími se konala následujícího rána. Druhý rozhovor s Ježíšem se „zřejmě konal spíše v Kaifášově domě než v Kamenné síni“.
Podle Lukáše – Lk 22, 63 (Kral, ČEP) je Ježíš v Kaifášově domě urážen a bit. Je obviněn z toho, že se prohlašuje za Mesiáše a Božího Syna. Ačkoli se evangelijní zprávy liší v některých detailech, shodují se v obecném charakteru a celkové struktuře Ježíšových procesů.
Marek – Mk 14, 55–59 (Kral, ČEP) uvádí, že velekněží hledali svědky, kteří by svědčili proti Ježíšovi, ale žádné nenašli. Matouš je charakterizuje jako falešné svědky. Mnozí proti němu falešně svědčili, ale jejich svědectví se neshodovala. Nakonec se přihlásili dva a obvinili ho, že řekl: „Mohu zbořit chrám a ve třech dnech jej vystavět.“ Teolog Eckhard J. Schnabel upozorňuje, že kdyby si sanhedrin chtěl vymyslet falešné svědectví, připravil by svědky tak, aby se jejich výpovědi spíše potvrzovaly, než aby si odporovaly.
V evangeliích Ježíš mluví velmi málo a na otázky kněží odpovídá velmi zřídka a nepřímo, což podle Jana – Jan 18, 22 (Kral, ČEP) přimělo jednoho z úředníků, aby mu dal políček. V Matoušově evangeliu – Mt 26, 62 (Kral, ČEP) Ježíšova nedostatečná odpověď přiměje velekněze, aby se ho zeptal: „Nic neodpovídáš?“. V evangelijních vyprávěních se muži, kteří Ježíše drží ve veleknězově domě, Ježíšovi posmívají, zavazují mu oči, urážejí ho a bijí, někdy ho políčkují a žádají ho, aby uhodl, kdo ho uhodil.
Marek – Mk 14, 61 (Kral, ČEP) uvádí, že velekněz se Ježíše zeptal: „Jsi ty Mesiáš, Syn Požehnaného?“ „Ano,“ odpověděl Ježíš. Ježíš odpověděl: „Já jsem.“ V tu chvíli velekněz ve vzteku roztrhl své roucho a obvinil Ježíše z rouhání. V Matoušově evangeliu – Mt 26, 63 (Kral, ČEP) velekněz řekl: „Zapřísahám tě při Bohu živém, abys nám řekl, jsi-li Mesiáš, Syn Boží!“ Ježíš odpověděl: „Ty sám jsi to řekl“ a dodal: „Ale pravím vám, od nynějška uzříte Syna člověka sedět po pravici Všemohoucího a přicházet s oblaky nebeskými.“ To přimělo velekněze, aby si roztrhl své vlastní roucho, čímž porušil Mojžíšův zákon – Lv 21, 10 (Kral, ČEP), a obvinil ho z rouhání.
Podle Lukáše byl Josef z Arimatie poradcem, členem sanhedrinu, který nesouhlasil s rozhodnutím. Podle Jana byl Nikodém s Josefem z Arimatie při vyzvedávání a pohřbívání Ježíšova těla, z čehož lze usuzovat, že také nesouhlasil. 

## Ranní obžaloba a soudní proces
Lukáš – Lk 22, 66 (Kral, ČEP) uvádí, že „jakmile nastal den“, sešli se velekněží a zákoníci a odvedli Ježíše do své rady. Jan – Jan 18, 28 (Kral, ČEP) uvádí, že brzy ráno byl Ježíš odveden od Kaifáše k Pilátovi Pontskému do pretoria.
V Lukášovi – Lk 22, 67 (Kral, ČEP) se Ježíše ptají: Říkají: „Jsi-li Mesiáš, pověz nám to.“ Ale on jim odpověděl: „I když vám to řeknu, neuvěříte.“ V Lk 22, 70 (Kral, ČEP) však na otázku: „Jsi tedy Syn Boží?“ Ježíš odpovídá: „Vy sami říkáte, že já jsem.“ Tím potvrzuje titul Boží Syn. V té chvíli kněží říkají: „Nač ještě potřebujeme svědectví? Vždyť jsme to slyšeli z jeho úst“, a rozhodnou se Ježíše odsoudit.
Na Pilátově soudu pak židovští starší žádají Piláta Pontského, aby Ježíše soudil a odsoudil, a obviňují ho, že se prohlašuje za židovského krále. Takové tvrzení by bylo považováno za velezradu, protože by bylo přímou výzvou římským úřadům.

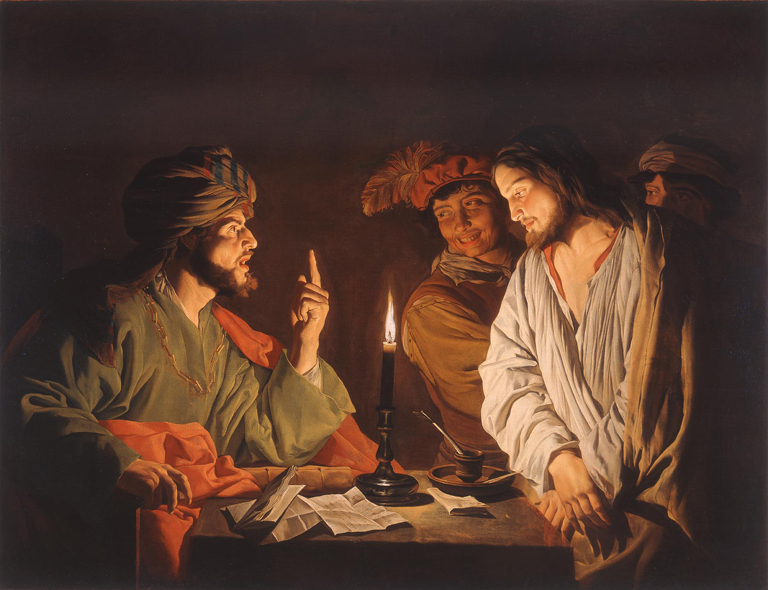
Ježíš před Kaifášem od Matthiase Stoma, asi 1630
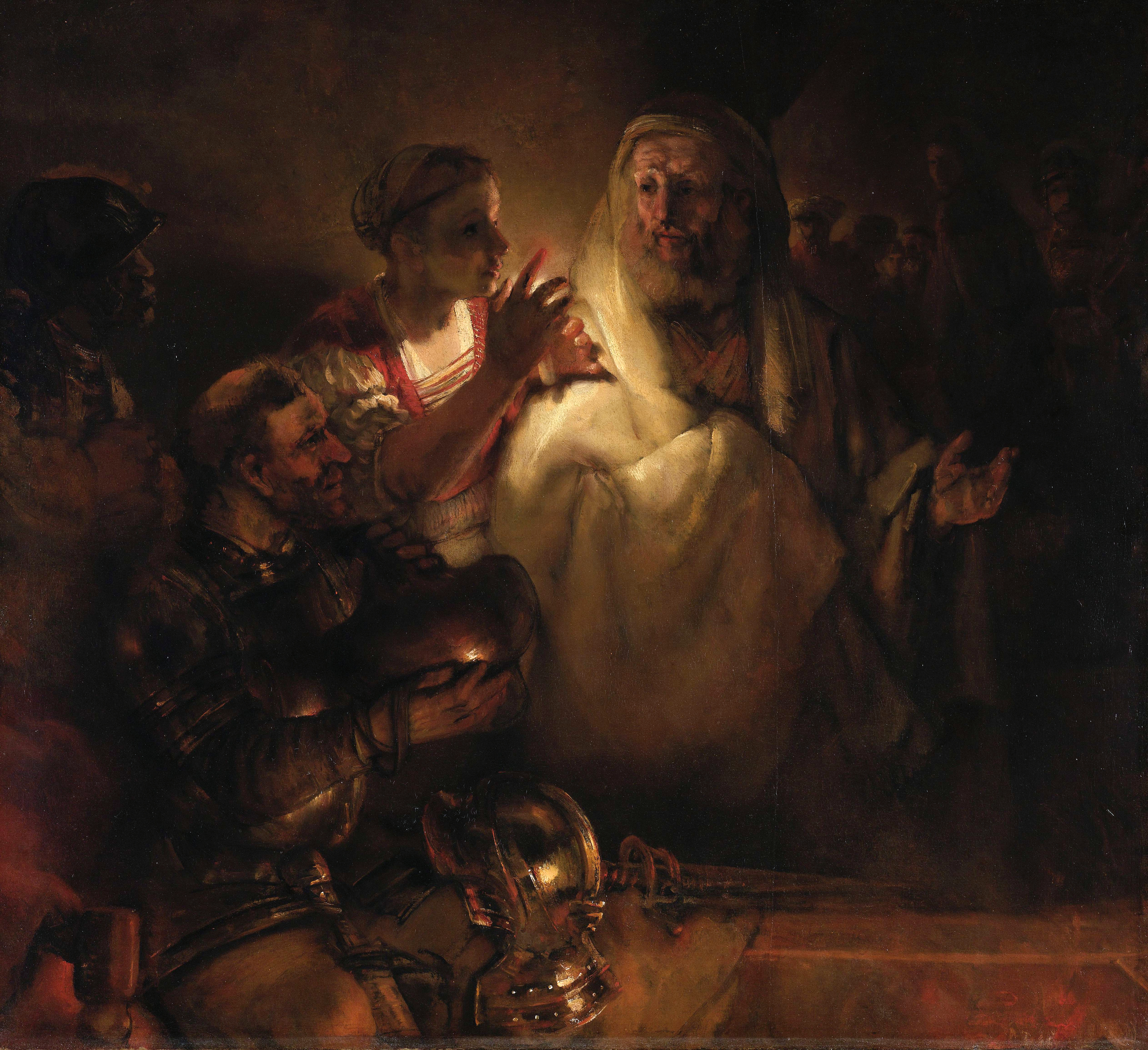
Petrova zapření od Rembrandta z roku 1660. Ježíš v pravém horním rohu je u velekněze, ruce má svázané za zády a obrací se k Petrovi.

## Komentář
Historicita evangelijních vyprávění je zpochybňována vědci, kteří se domnívají, že evangelisté ve svých vyprávěních odrážejí pozdější antagonismus, který vznikl mezi církví a synagogou. Vykazují tendenci zlehčovat Pilátovo jednání a zdůrazňovat odpovědnost Židů. Pilátova činnost jako místodržitele závisela na spolupráci s aristokratickým židovským vedením. Provinční guvernéři „měli plnou jurisdikci nad případy smrti, i když pracovali ve spolupráci s místními soudy“.

## Srovnání

### Narativní srovnání
Následující srovnávací tabulka vychází především z Českého ekumenického překladu Nového zákona.
|                                                                           | Matouš | Marek | Lukáš | Jan |
| ------------------------------------------------------------------------- | --- | --- | --- | --- |
| Sanhedrinský soud před Kaifášem (Matouš, Marek, Lukáš) nebo Annášem (Jan) | Mt 26, 57–67 (Kral, ČEP) - Ježíš je odveden ke Kaifášovu soudu. - Sanhedrin přivedl falešné svědky. - Ježíš mlčel. Kaifáš: „Jsi Mesiáš, Syn Boží?“ - Ježíš: „To říkáte vy, ale od nynějška uvidíte Syna člověka vedle Mocného a přicházet na nebeských oblacích.“ - Kaifáš si roztrhl šaty a řekl: „Rouhání! Potřebujete další svědky, když jste slyšeli rouhání! Co si o tom myslíte?“ - Ostatní odpověděli: „Je hoden smrti!“ - Ježíš byl popliván a zbit. „Prorokuj, kdo tě udeřil, Mesiáši?“ - Petrovo zapření | Mk 14, 53–65 (Kral, ČEP) - Ježíš odveden k veleknězi. - Sanhedrin přivedl falešné svědky. - Ježíš mlčel. Velekněz: „Ty jsi Mesiáš, Syn Požehnaného?“ - Ježíš: „Já jsem a uvidíte Syna člověka vedle Mocného, jak přichází na nebeských oblacích.“ - Velekněz si roztrhl šaty: „Kdo potřebuje další svědky, když jste slyšeli to rouhání! Co myslíte?“ - Všichni ho odsoudili jako hodného smrti. - Ježíš byl popliván, zavázány mu byly oči a byl bit. „Prorokuj!“ - Petrovo zapření | Lk 22, 54–71 (Kral, ČEP) - Ježíš je odveden do veleknězova domu. - Petrovo zapření - Ježíš byl vysmíván a bit. Zavázali mu oči a ptali se ho: „Prorokuj! Kdo tě uhodil?“ - Za úsvitu se sanhedrin zeptal Ježíše, zda je Mesiáš. - Ježíš: „Neuvěříte mi, ale od nynějška bude Syn člověka po boku Boží moci.“ - Všichni: „Jsi tedy Syn Boží?“ - Ježíš: „Vy říkáte, že já jsem.“ - Všichni: „Kdo ještě potřebuje svědectví? Slyšeli jsme ho, jak to sám říká!“ | Jan 18, 13–28 (Kral, ČEP) - Ježíš je odveden k Annášovu soudu. - Petrovo zapření (část 1) - Annáš se Ježíše vyptával na jeho učedníky a učení. - Ježíš řekl Annášovi o svém poslání. - Annášův úředník dal Ježíšovi políček a ten se ho zeptal proč. - Annáš poslal svázaného Ježíše ke Kaifášovi. - Petrovo zapření (část 2) - Ježíš odveden od Kaifáše k Pilátovi. |
| Soud před Pilátem (Lukáš: a také před Herodem Antipou)                    | Mt 27, 1–14 (Kral, ČEP) - Časně ráno chtěli velekněží a starší Ježíše popravit. - Jidáš litoval, hodil zpět do chrámu třicet stříbrných a oběsil se. - Pilát: „Ty jsi židovský král?“ Ježíš: „Ty jsi to řekl.“ - Ježíš jinak mlčel, což Piláta udivilo. | Mk 15, 1–5 (Kral, ČEP) - Časně ráno velekněží, starší, učitelé zákona a sanhedrin se domluvili, svázali Ježíše a odvedli ho k Pilátovi. - Pilát: „Ty jsi židovský král?“ Ježíš: „Ty jsi to řekl.“ - Ježíš jinak mlčel, což Piláta udivilo. | Lk 23, 1–12 (Kral, ČEP) - Celé shromáždění povstalo a odvedlo Ježíše k Pilátovi. - Obvinili Ježíše, že rozvrací národ, staví se proti římským daním a prohlašuje se za Mesiáše, krále. - Pilát: „Ty jsi židovský král?“ Ježíš: „Ty jsi to řekl.“ - Pilát: „Na tomto člověku neshledávám žádnou vinu.“ - Oni: „Přišel z Galileje a svým učením pobuřoval lidi po celém Judsku!“ - Pilát poslal Ježíše k Herodovi Antipovi, protože byl Galilejec. - Herodes, který byl v té době také v Jeruzalémě, měl radost, že Ježíše vidí, ale Ježíš mu neodpověděl na jeho otázky. Velekněží a učitelé zákona Ježíše obvinili. Herodes a jeho vojáci se pak Ježíšovi vysmáli, oblékli mu honosné roucho a poslali ho zpět k Pilátovi. | Jan 18, 28–38 (Kral, ČEP) - Časně ráno byl Ježíš odveden před Piláta židovskými vůdci, kteří odmítli vstoupit do pretoria, aby zůstali obřadně čistí na svátek Pesach. - Pilát vyšel ven a zeptal se jich na důvod. Řekli, že trest smrti může uložit jen Pilát. - Pilát uvnitř: „Ty jsi židovský král?“ Ježíš: „Mé království není z tohoto světa, jinak by se moji služebníci bránili mému zatčení židovskými vůdci.“ - Pilát: „Ty jsi tedy král!“ Ježíš: „Ty říkáš, že jsem král. Vždyť já jsem se proto narodil a přišel na svět, abych vydal svědectví pravdě. Každý, kdo je z pravdy, mi naslouchá.“ Pilát: „Co je pravda?“ – Jan 18, 38 (Kral, ČEP) - Pilát venku: „Neshledávám na něm žádnou vinu.“ |
| Ježíš versus Barabáš                                                      | Mt 27, 15–26 (Kral, ČEP) - Vypravěč objasňuje vyhlašování amnestie a Barabáše. - Pilát se zeptal davu: „Mám propustit Barabáše, nebo Ježíše ,Mesiášeʻ?“ - Pilátova žena ho prosila, aby Ježíše propustil. Velekněží a starší přesvědčovali dav proti Ježíšovi. - Pilát se zeptal zástupu: „Koho mám propustit?“ Dav: „Barabáše!“ - Pilát: „Co mám dělat s Ježíšem?“ Dav: „Ukřižuj ho!“ - Pilát: „Jakého zločinu se tedy dopustil?“ Dav hlasitěji: „Ukřižuj ho!“ - Pilát si umyl ruce od viny a řekl: „Jsem nevinen krví tohoto člověka, je to vaše odpovědnost!“ Dav: „Jeho krev ať padne na nás a na naše děti!“ - Pilát propustil Barabáše, Ježíše nechal zbičovat a odvést. | Mk 15, 6–15 (Kral, ČEP) - Vypravěč vysvětluje otázku amnestie a Barabáše. - Pilát se zeptal davu: „Chcete, abych propustil židovského krále?“ - Velekněží však podnítili zástup, ať jim raději propustí Barabáše. - Pilát: „Co tedy mám udělat s tím, kterého nazýváte židovským králem?“ Dav: „Ukřižuj ho!“ - Pilát: „Jakého zločinu se tedy dopustil?“ Dav hlasitěji: „Ukřižuj ho!“ - Pilát propustil Barabáše, Ježíše nechal zbičovat a odvést.                                   | Lk 23, 13–25 (Kral, ČEP) - Pilát říká velekněžím a vládcům: „Ježíše jsem neshledal vinným, ani Herodes ne. Proto ho nechám zbičovat a propustím ho.“ - Dav však křičel: „Pryč s ním! Propusť Barabáše!“ - Vypravěč vysvětluje Barabáše. - Pilát se pokusil apelovat na Ježíšovo propuštění a zopakoval svůj verdikt o nevině, ale kvůli naléhavému hlasitému volání po ukřižování Pilát jejich požadavku ustoupil. - Pilát propustil Barabáše a nechal odvést Ježíše. | Jan 18, 39 – 19, 16 (Kral, ČEP) - Pilát vysvětlil volbu amnestie a zeptal se: „Chcete, abych propustil ,židovského králeʻ?“ - Křičeli na něho: „Ne, jeho ne! Dej nám Barabáše!“ Vypravěč vysvětlí Barabáše. - Pilát nechal Ježíše zbičovat. Vojáci Ježíšovi nasadili trnovou korunu a purpurové roucho, bili ho do obličeje a posmívali se mu se slovy: „Buď zdráv, židovský králi!“ - Pilát venku zopakoval svůj verdikt o nevině a ukázal Ježíše: „Ejhle člověk!“ - Velekněží a představení křičeli: „Ukřižuj! Ukřižuj!“ Pilát: „Klidně si ho ukřižujte. Já sám na něm žádnou vinu neshledávám.“ Židovští představení: „Náš zákon říká, že musí zemřít, protože se prohlásil za Božího Syna.“ - Pilát se zalekl a začal Ježíše vyslýchat uvnitř. Ježíš: „Neměl bys nade mnou žádnou moc, kdyby ti nebyla dána shůry. Proto ten, kdo mě ti vydal, je vinen větším hříchem.“ Pilát se pokoušel Ježíše osvobodit. - Židovští vůdci: „Když ho necháš jít, neposlechneš císaře. Každý, kdo se prohlašuje za krále, se staví proti císaři.“ - Kolem poledne Pilát Ježíše vyvedl a řekl: „Hle váš král.“ Oni křičeli: „Pryč s ním, ukřižuj ho!“ - Pilát: „Mám ukřižovat vašeho krále?“ Velekněží: „Nemáme krále, jen císaře.“ - Pilát jim Ježíše vydal k ukřižování. |
| Ježíš vlečen k ukřižování                                                 | Mt 27, 27–31 (Kral, ČEP) - Římští vojáci odvedli Ježíše do pretoria. - Vojáci Ježíše svlékli a oblékli mu nachové roucho, trnovou korunu a hůl. - Vojáci poklekali před Ježíšem a posmívali se mu: „Buď zdráv, židovský králi!“ - Plivali na něj, sebrali hůl a bili ho po hlavě. - Sebrali mu plášť, znovu ho oblékli a odvedli ho pryč. | Mk 15, 16–20 (Kral, ČEP) - Římští vojáci odvedli Ježíše do pretoria. - Vojáci Ježíšovi oblékli nachové roucho a trnovou korunu. - Vojáci na Ježíše volali: „Buď zdráv, židovský králi!“ - Bili ho holí po hlavě, plivali na něj a poklekali, aby mu vzdali hold. - Když se mu naposmívali, svlékli mu nachové roucho, znovu ho oblékli, vyvedli ven a odvedli pryč. | Lk 23, 26 (Kral, ČEP) - Ježíše odvedli římští vojáci. - [Žádné špatné zacházení ze strany vojáků] | Jan 19, 16 (Kral, ČEP) - Ježíš je odveden velekněžími. - [Žádné špatné zacházení ze strany vojáků; to se stalo dříve, viz Jan 19, 1–3 (Kral, ČEP)]. |

### Chronologické srovnání
Přibližné chronologické srovnání vyprávění o umučení Ježíše podle Markova a Janova evangelia. Každý úsek ('1' až '28') představuje 3 hodiny času.